# Karel Roden
Pour les articles homonymes, voir Roden.
Karel Roden est un acteur tchèque, né le 18 mai 1962 à České Budějovice (Tchécoslovaquie).

## Biographie
Son père et son grand-père étaient aussi des acteurs. Après avoir étudié l'art dramatique à Prague, Karel Roden obtient de nombreux rôles au théâtre et au cinéma. En dehors de la République tchèque, il est surtout connu pour sa participation dans le film Hellboy.

## Filmographie
- 1984 : Jak básníci přicházejí o iluze : Honza
- 1987 : Hauri : Cyril
- 1987 : Copak je to za vojáka... : Captain Tuma
- 1987 : Jak básníkum chutná život : Honza
- 1988 : Sedem jednou ranou
- 1988 : Čekání na Patrika : Mirek
- 1988 : Pan Tau - Der Film : Pavel
- 1989 : Masseba : Tall youngster
- 1989 : Čas sluhů : Milan
- 1990 : Jen o rodinných záležitostech : Vyšetřovatel
- 1990 : Silnější než já : Inspector Sárka
- 1991 : Corpus delicti : Jaromír
- 1992 : Prova di memoria : Matyás
- 1992 : Don Gio : Giovanni
- 1992 : La Caverne de la Rose d'Or (Fantaghirò) (TV) : Œil d'or (épisode 2)
- 1993 : Kanárská spojka : Don Giovanni
- 1994 : Desideria et le Prince rebelle ("Desideria e l'anello del drago") (feuilleton TV) : Prince Lisandro
- 1994 : Hrad z písku : Stranger
- 1996 : Crackerjack 2 : Hans Becker
- 1996 : Ubu roi (Kral Ubu) : Captain Vobruba
- 1996 : La Légende d'Aliséa (Sorellina e il principe del sogno) (TV) : The proprietor
- 1996 : Eine Kleine Jazzmusik : Bronzoryp
- 1998 : Čas dluhů : Milan
- 1998 : Pasti, pasti, pastičky : Dr. Marek
- 1999 : The Scarlet Pimpernel (en) (feuilleton TV) : Figaro
- 1999 : Prague vu par (Praha ocima) : Petr
- 1999 : Dvojrole : Surgeon
- 1999 : Kuře melancholik : Father
- 2000 : Pták ohnivák : Magician Skeleton
- 2000 : Oběti a vrazi : Miroslav
- 2000 : Kytice : The Groom Soldier
- 2001 : Věrní abonenti (TV)
- 2001 : 15 minutes (15 Minutes) : Emil Slovak
- 2001 : Les Mondes parallèles (Paralelní svety) : Krystof
- 2001 : Černí andělé (série TV)
- 2002 : Bratři
- 2002 : Blade II : Carter Kounen
- 2002 : Sen
- 2003 : Le Gardien du manuscrit sacré (Bulletproof Monk) : Strucker
- 2004 : Rex-patriates
- 2004 : Hellboy de Guillermo del Toro : Grigori Rasputin
- 2004 : La Mort dans la peau (The Bourne Supremacy) : Gretkov
- 2004 : Vaterland - Lovecký deník : Richard
- 2005 : Opération Matchbox (The Last Drop) : Beck
- 2005 : Dead Fish : Dragan
- 2005 : Shut Up and Shoot Me : Pavel Zeman
- 2006 : La Peur au ventre (Running Scared) : Anzor "Duke" Yugorsky
- 2006 : Abandonnée (The Abandoned) : Nikolaï
- 2006 : Summer Love de Piotr Uklański : L'étranger
- 2007 : Bestiář
- 2007 : Les Vacances de Mr Bean : Emil Duchevsky
- 2008 : Grand Theft Auto IV : Mikhaïl Faustin (voix) , Wade Johnson (voix).
- 2008 : RocknRolla : Uri
- 2008 : Chroniques d'Erzebeth de Juraj Jakubisko : Thurzó
- 2008 : Largo Winch : Mikhail Korsky
- 2009 : Esther : Dr Varava
- 2011 : Poursuite mortelle : Darko
- 2013 : Frankenstein's Army : Victor Frankenstein
- 2013 : Crossing Lines (TV) (saison 1, épisode 5) : Lev Marianski
- 2016 : We Are Never Alone (Nikdy nejsme sami) de Petra Václava
- 2016 : Jan Masaryk, histoire d'une trahison (Masaryk) de Julius Ševčík :
- 2017 : Little Crusader de Václav Kadrnka :
- 2019 : Géométrie de la mort (série télévisée) : Viktor Seifert
- 2022 : The Way of the Wind de Terrence Malick : Mammon
- 2022 : Medieval de Petr Jakl : Wenceslas IV